# 斯大林照会

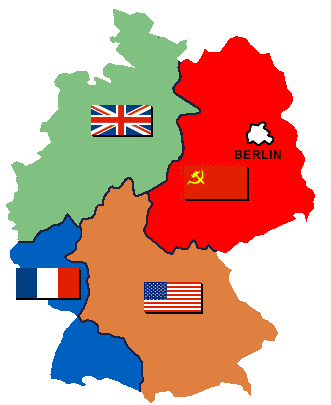
戰後被一分為四的德國

斯大林照会（俄語：Нота Сталина），也称为三月照会，是1952年3月10日从苏联占领下的德国交付给西方盟国（英国、法国和美国）代表的文件。苏联领导人约瑟夫·斯大林提出了德国统一和中立化的提案，其中没有对经济政策施加任何条件，并保证了“人的权利和基本自由，包括言论自由、出版自由、宗教诉求、政治信仰和集会自由”，以及民主党派和组织的活动自由。
美国参议院外交关系委员会成员詹姆斯·沃堡在1952年3月28日向委员会作证，并指出苏联的提议可能是虚张声势，但似乎“我们政府害怕戳穿这种虚张声势，因为怕苏联来真的” ，从而导致形成一个“自由，中立和非军事化的德国”，而這可能会使德國“轉向苏联勢力範圍中。”这导致西方盟国与苏联之间交换了意見。斯大林拒绝西方盟国坚持要求的统一的德国应自由加入歐洲防務共同體并重新武装的條件，由此，斯大林筆記的提議最終未能實現。
时任德國总理康拉德·阿登纳和当时的西方盟国将斯大林的举动描绘为试图阻礙西德重新整合（由三個盟軍佔領的分區合併為一個）的挑釁行动。但是，此后，人们就是否错过了实现统一的机会进行了討論與反思。斯大林筆記提出六年后，两位德国部长托马斯·德勒和古斯塔夫·海涅曼指责阿登納没有探索统一的可能性。